# Саваков Павло Пахомович
Павло Пахомович Саваков (29 лютого 1904 — 19 жовтня 1946) — український радянський діяч, секретар партійного комітету Київського заводу «Арсенал», 1-й секретар Кіровського райкому КП(б)У міста Києва. Кандидат у члени ЦК КП(б)У в червні 1938 — травні 1940 р.

## Біографія
Осиротів у дворічному віці, із одинадцятирічного віку працював на Київському заводі «Арсенал».
Брав участь у збройному заколоті арсенальців проти військ Центральної Ради УНР в січні 1918 року. Учасник Громадянської війни в Росії. У 1921 році вступив до комсомолу. Працював робітником, а потім секретарем комсомольської організації Київського заводу «Арсенал».
Член РКП(б) з 1924 року.
Служив у Червоній армії. Після демобілізації повернувся на завод «Арсенал».
У 1937—1939 роках — секретар бюро партійної організації (партійного комітету) КП(б)У Київського Червонопрапорного заводу № 393 («Арсенал») Народного комісаріату оборонної промисловості СРСР.
З 1939 року — 1-й секретар Кіровського районного комітету КП(б)У міста Києва.
Під час німецько-радянської війни, у червні — грудні 1941 року — заступник із політичної частини командира 281-го зенітного артилерійського полку 1-го Московського корпусу Протиповітряної оборони (ППО). Потім перебував на лікуванні у військовому евакуаційному госпіталі.

## Звання
- майор

## Нагороди
- орден Червоної Зірки (8.06.1939)
- медаль «За перемогу над Німеччиною у Великій Вітчизняній війні 1941—1945 рр.» (1945)
- медалі